# Шайдиц
Шайдиц (нем. Scheiditz) — община в Германии, в земле Тюрингия. 
Входит в состав района Заале-Хольцланд. Подчиняется управлению Бад Клостерлаусниц.  Население составляет 41 человек (на 31 декабря 2010 года). Занимает площадь 1,68 км².